# Bengt Lindqvist (keramiker)
Bengt Eskil Lindqvist, född 14 oktober 1909 i Göteborgs Karl Johans församling, Göteborg, död 29 oktober 1983 i Ödsmåls församling, Göteborgs och Bohus län
, var en svensk konstnär och keramiker. 

## Biografi
Lindqvist var verksam i Apleröd, Ödsmåls församling, där han 1939 startade upp "Keramiken i Ödsmål", en keramikverkstad och ateljé. Tillsammans med sin hustru Ann-Sofie hade han under många år en mångsidig produktion av såväl reliefer, keramikfigurer och utsmyckningsuppdrag som enklare bruksföremål, ofta med västkustmotiv. Keramik-relieferna hade sitt uppsving under 1960-talet, och de enklare föremålen blev populära souvernirer "välkända för tusentals sommargäster i Bohuslän" enligt en utställningsannons 1959.

### Verk (urval)
- Keramiktavlan "Pelikan" i Ödsmåls kyrka.[4]
- Keramiktavla föreställande Jesu nedtagande från korset i Buråskyrkan, Göteborg.[5]

### Familj
Bengt Lindqvist var gift med Göteborgskoloristen Anne-Sofie Lindqvist född Edberg. De är föräldrar till Eva Lindqvist Wijk som tog över keramikverkstaden på 1980-talet samt morföräldrar till silversmeden Emelie Wijk.
Bengt Lindqvist är begravd på Ödsmåls gamla kyrkogård.